# Emilio Quadrelli
Emilio Quadrelli (8 janvier 1863, Milan – 7 mai 1925, Milan) est un sculpteur italien de la fin du XIXe siècle et du début du XXe siècle.

## Biographie
Né à Milan en 1863, Emilio Quadrelli est l'élève des sculpteurs milanais Pietro Calvi et de Francesco Barzaghi au sein de l'Académie des beaux-arts de Brera. Il participe à l'exposition nationale des Beaux-Arts de Rome en 1884. Sa notoriété commence à prendre de l'ampleur lorsqu'il achève en 1889 le monument funéraire pour la famille Volonté Vezzoli, l'« Ultimo bacio », visible à l'emplacement 163 du cimetière monumental de la capitale lombarde et illustrant le dernier adieu entre deux êtres aimés. Il participe la même année à l'exposition universelle de Paris.
En 1902, il répond au concours pour la conception d'un monument à la mémoire de Giuseppe Verdi sous la forme d'un bas-relief sur l'opéra homonyme de Trieste. Il y propose une œuvre qui se démarque par sa proximité avec le récent courant art nouveau. Membre du jury, Leonardo Bistolfi lui apporte son soutien sans que cela soit suffisant puisque le projet de Quadrelli n'est pas retenu.
Au début du siècle, le monument à Victor-Emmanuel II à Rome est le plus grand chantier monumental dans la péninsule et concentre les artistes les plus en vue. Quadrelli, avec le soutien de Domenico Trentacoste et d'Ugo Ojetti, critique d'art de renom dont il a fait appel, est chargé de réalisé l'une des fontaine du monument. Il propose alors la Statue de l'Adriatique qu'il éxecute entre 1908 et 1911 dans un style néo-renaissance. Une copie de la statue est présente à la GAM de Milan.
Il meurt dans sa ville natale le 7 mai 1925.
Après le décès de Luigi Secchi, il est chargé de réaliser le bronze de Virgile sur le monument situé piazza Virgiliana dans la ville natale de l'auteur de l'Eneide. Il ne verra pas la fin de ce chantier puisque le monument est inauguré après la mort de Quadrelli en 1927. C'est sa fille, Marguerite Quadrelli qui inaugura ce monument en son honneur.

## Galerie
| - Monument à Virgile, Mantoue. - Ultimo bacio. - Fontaine de l'Adriatique. |

## Postérité
Une rue porte son nom à Rome.